# Philodendron edenudatum
Philodendron edenudatum är en kallaväxtart som beskrevs av Thomas Bernard Croat. Philodendron edenudatum ingår i släktet Philodendron och familjen kallaväxter.
Artens utbredningsområde är Panamá. Inga underarter finns listade.